# Montferland
Montferland é um município dos Países Baixos, situado na província da Guéldria. Tem 106,64 km² de área e sua população em 2020 foi estimada em 36.052 habitantes.